# David Bergman (läkare)
David Bergman är läkare och forskare vid Karolinska Institutet. Han är specialist i barnmedicin och barn- och ungdomspsykiatri och bedriver forskning inom områdena ledarskap, utvärdering och organisationsutveckling inom hälso- och sjukvården.
Bergman är anknuten till Institutionen för klinisk forskning och utbildning vid Södersjukhuset och ingår i forskargruppen Akut – Kristian Ängebys forskargrupp. Han har tidigare varit verksam vid Medical Management Centre (MMC) vid Karolinska Institutet.

## Forskning
Bergmans forskning fokuserar på hur man kan förbättra arbetsmiljön och ledarskapet inom hälso- och sjukvården. Han har bland annat studerat effekterna av samtalsgrupper för läkare, där deltagarna får möjlighet att diskutera dilemman och utmaningar i arbetet.  Hans forskning visar att dessa samtalsgrupper kan bidra till att minska stress och öka välbefinnandet hos läkare.
Bergman har även undersökt hur olika ledarskapsstilar påverkar medarbetarnas motivation och prestation. Han förespråkar ett ledarskap som präglas av öppenhet, dialog och delaktighet.

## Publikationer
David Bergman har publicerat ett flertal vetenskapliga artiklar och rapporter. Han är även en flitigt anlitad föreläsare och utbildare inom områdena ledarskap och arbetsmiljö.

## Utmärkelser
2002 tilldelades Bergman Svenska Läkarförbundets SLAS-pris för sina insatser för läkares arbetsmiljö.